# Salvatore Fisichella (tenore)
Salvatore Fisichella (Catania, 15 maggio 1943) è un tenore italiano, particolarmente noto per i suoi ruoli in opere di bel canto, in particolare quelle di Rossini, Donizetti e Bellini. Si è distinto per la facilità e la brillantezza del suo canto, e per aver interpretato più ruoli principali dalle opere di Bellini di qualsiasi altro tenore nel XX secolo.

## Onorificenze e premi
- agosto 1970: Concorso Teatro lirico sperimentale "Adriano Belli" di Spoleto
- 21 agosto 1977: "POLIFEMO D'ARGENTO" (premio della sicilianità)
- 1984: "MANIFESTAZIONI PUCCINIANE"
- 27 agosto 1986: "ORFEO MUSICALE"
- 10 dicembre 1989: "MEMBRO ONORARIO MGV WUPPERHOF CHOR 1812" (SOLINGEN)
- 5 settembre 1990: "CHIOSTRO D'ARGENTO"
- 26 settembre 1990: "PREMIO MAFALDA FAVERO 1990"
- 3 gennaio 1991: "TARGA BELCANTO" BIANCAVILLA (CATANIA)
- 13 luglio 1991: "PREMIO INTERNAZIONALE VINCENZO BELLINI"
- 16 ottobre 1994: "XV BELLINI D'ORO 1994"

patrocinato dall'AAPIT al Teatro Massimo Bellini di Catania

motivazione:

Continuatore ideale della grande tradizione vocale della provincia etnea, Salvatore Fisichella, dotato di straordinaria facilità e lucentezza, specie nel registro acuto e sovracuto, per come postula la scrittura musicale belliniana, risulta meritevole a pieno titolo del riconoscimento, per essere stato l'unico tenore del secolo ad avere interpretato in teatro i maggiori ruoli lirici del repertorio del Cigno catanese.
- 17 dicembre 1994: "VIII PREMIO INTERNAZIONALE GIACOMO LAURI VOLPI"
- 18 agosto 1996: "XVI PREMIO CASTAGNO DI CENTO CAVALLI"
- 24 novembre 1996: "PREMIO NURAGHE D'ORO ALLA CARRIERA" CAGLIARI
- 21 dicembre 1996: "CAVALIERE DELLA REPUBBLICA ITALIANA" PER MERITI ARTISTICI
- 1º novembre 1998: "GIGLI D'ORO" 2.a edizione - Una vita per la musica - RECANATI

motivazione:

Mirabile erede di una ricca schiera di grandi voci, contribuisce con arte raffinata e generosa sensibilità a diffondere nel mondo il nome del belcanto italiano.
- 25 ottobre 1999: "PREMIO INTERNAZIONALE DI SICILIANITÀ - PIGNA D'ARGENTO"

motivazione:

La voce del catanese Salvatore Fisichella può senza dubbio reputarsi una delle più interessanti nel panorama degli artisti lirici del dopoguerra. Particolarmente versato nel repertorio dell'800, è l'interprete che ha portato sulle scene il maggior numero di ruoli tenorili creati dal genio del suo grande conterraneo Vincenzo Bellini. Dotato di squillo sicuro e luminoso così come di centri saldi e robusti, Fisichella ha saputo tenere alta la bandiera della vocalità belcantistica, offrendo anche partiture poco frequentate per le loro notevoli difficoltà. Testimone e continuatore presso i più importanti teatri del mondo della splendida tradizione dei grandi interpreti lirici siciliani e fatto segno di numerosi riconoscimenti internazionali, a quasi trent'anni dal debutto, Fisichella conserva un'invidiabile freschezza vocale, frutto di sapiente tecnica ed intelligente amministrazione della carriera.
- 30 ottobre 1999: "CAVALIERE DEL SUPREMO ORDINE DI MALTA OSY - USA OF KRAC"
- 19 giugno 2001: Presidenza Regione Siciliana

"PREMIO INTERNAZIONALE SICILIA - IL PALADINO"

Per la lirica internazionale
- 7 aprile 2003: "PREMIO BENIAMINO GIGLI 2003"

motivazione:

Voce squillante, luminosa, acuti formidabili. Vero tenore e rappresentante del belcanto. Per la sua grande carriera artistica in tutto il mondo e per tutto ciò che ha fatto e tuttora sta facendo per custodire la memoria dell'indimenticabile Beniamino Gigli, esempio eterno per tutti i cantanti del mondo sull'arte del Belcanto Italiano.
- 2 aprile 2004: "ASSOCIAZIONE "BENIAMINO GIGLI DI FINLANDIA"

NOMINA SOCIO ONORARIO.